# Падобрански рекорди остварени скоковима из стратосфере
Падобрански рекорди остварени скоковима из стратосфере је хронолошки приказ рекорда остварених у току једне врсте екстремног падобранског скока са горње границе стратосфере уз помоћ специјално дизајниране заштитне опреме и балона за велике висине. Како су педесетих година 20. века авиони на млазни погон летели све брже и све више ратна ваздухопловства САД и СССР почела су да исказује све већу забринутост за безбедност посада у случају потребе за напуштањем авиона на великим висинама. Тестови који су извођени са експерименталним луткама показали су да тело у слободном паду са тако великих висина често запада у пљоштимични ковит, када брзине ротације (тумбања) достиже и преко 200 окрета у минути, што може имати фаталне последице по људски организам. Зато се скоковима експерименталних падобранаца из стратосфер желело да истраже ефекати убрзања до суперсоничних брзине на људски организам. И након добијених резултата поставе нови стандарди у авијацији, јер до скокова Феликса и Јустаса из стартос нико раније није достигао. брзину звука сопствени телом, без летења у авиону. Овим скоковима не „тестира“ се само људско тело већ и нова висинска опрема и развијају процедура за боравак на великим висинама у условима екстремног убрзања, намењена. свемирским професионалцима, као и потенцијалним свемирском туристима.
Тако су у тим многобројним експерименталним (научним) спортским, такмичарским, маркетиншким скоковима падобраном из стратосфере начињени и бројни рекорди који су приказани на овој табели:
| Назив рекорда                                             | Носилац рекорда                              | Џозеф Китинџер САД 16. август 1960. | Јевгениј Андрејев СССР 14. октобар 2012. | Феликс Баумгартнер Аустрија 14. октобар 2012. | Алан Јустас САД 24. октобар 2014 |
| --------------------------------------------------------- | -------------------------------------------- | ----------------------------------- | ---------------------------------------- | --------------------------------------------- | -------------------------------- |
| Висина скока                                              | Алан Јустас САД 44.420 m                     | 31.333 m                            | 25.458 m                                 | 38.969,4 m FAI                                | 44.420 m                         |
| Висина слободног пада                                     | Алан Јустас САД 37.617 m                     | 26.033 m                            | 24.500 m                                 | 36.402,6 m FAI                                | 37.617 m                         |
| Време трајања слободног пада без стабилизујућег падобрана | Јевгениј Андрејев СССР                       |                                     | 4 min 30 sec                             | 4 min 20 sec                                  | 4 min 27 sec                     |
| Изнад брзине звука                                        | Феликс Баумгартнер Аустрија 1.357.6 km/h FAI | Није остварено                      | Није остварено                           | 1.357.6 km/h = 1,25 М FAI                     | 1.321 km/h = 1,23 М              |
| Брзина током слободног пада                               | Феликс Баумгартнер Аустрија 1.357.6 km/h FAI | 988 km/h                            | 900 km/h                                 | 1.357.6 km/h = 1,25 М FAI                     | 1.321 km/h = 1,23 М              |